# Radkov (okres Opava)
Obec Radkov (německy Ratkau) se nachází v okrese Opava v Moravskoslezském kraji. Žije zde 493 obyvatel.

## Historie
První písemná zmínka o obci pochází z roku 1377. Ke 25. únoru 2008 zde žilo 514 obyvatel, z toho je 259 mužů a 255 žen.

## Pamětihodnosti
- zřícenina hradu Vikštejn z 13. století
- Zámek Dubová – postaven v letech 1774–1776
- Kostel Narození Panny Marie
- Bývalý Hanzlův mlýn